# The Fourmost
The Fourmost fueron una banda británica de Música beat activa durante la década de 1960. Su mayor hit single fue "A Little Loving" en 1964.

## Biografía
La banda fue fundada por los guitarristas Brian O'Hara y Joey Bower en 1957, inicialmente con el nombre de Two Jays. En septiembre de 1959 el bajista Billy Hatton y el batería Brian Redman se incorporaron al grupo que tomó el nombre de The Four Jays. The Four Jays debutaron en el Cavern Club el de 1 de marzo de 1961. En noviembre de ese mismo año se incorporó a la formación el cantante y guitarrista Mike Millward. En septiembre de 1962, un nuevo batería, Dave Lovelady se incorporó al grupo. La banda cambió definitivamente de nombre en octubre de 1962, pasando a llamarse The Fourmost. El 30 de junio de 1963, la banda firmó un contrato de representación con Brian Epstein, lo que los llevó a audicionar para George Martin y finalmente a firmar un contrato discográfico con el sello Parlophone, subsidiario de EMI.
Con Epstein como representante, the Fourmost (como Cilla Black, Billy J. Kramer and the Dakotas, Peter and Gordon y Tommy Quickly) tuvieron acceso a las primeras composiciones del tándem Lennon–McCartney. Los dos primeros sencillos de The Fourmost fueron escritos por John Lennon. "Hello Little Girl", una de las primeras composiciones de Lennon (escrita en 1957) fue publicada por la banda en agosto de 1963 alcanzando el puesto número 9 de las listas de éxitos británicas. Su siguiente sencillo, "I'm in Love" (Lennon–McCartney), fue publicado el 15 de noviembre de 1963, alcanzando el puesto 17. Fue además lanzado, aunque sin éxito, en Estados Unidos, convirtiéndose en una de las primeras canciones de Lennon–McCartney en publicarse allí. 
Su mayor éxito fue "A Little Loving", escrita por Russ Alquist, que alcanzó el puesto número 6 en los UK Singles Chart a mediados de 1964. Desde entonces ningún lanzamiento de la banda alcanzó a entrar en el Top 20. "How Can I Tell Her", fue publicada como versión de los the Four Tops' "Baby I Need Your Loving", "Everything in the Garden". "Girls Girls Girls" (originalmente grabada por the Coasters había sido un éxito en la versión de Elvis Presley). Brian O'Hara compuso muchas de las canciones que fueron usadas por la banda como cara B de sus sencillos, como 'Waitin For You', 'That's Only What They Say', 'He Could Never', and 'You Got That Way'.
El único álbum publicado por la banda, First and Fourmost, en septiembre de 1965, incluía una versión del tema de Jackie DeShannon, "Till You Say You'll Be Mine". Otros temas que aparecía en el álbum fueron "My Block" cantada por Hatton y escrita por Jimmy Radcliffe, Carl Spencer y Bert Berns (originalmente para the Chiffons en 1963), "The in Crowd" que contó con una sección de viento metal, y dos versiones de temas de Little Richard; "The Girl Can't Help It" y "Heebie-Jeebies". La banda tuvo una aparición en la película de 1965, Ferry Cross the Mersey e incluyó el tema  'I Love You Too' en la banda sonora original.
A comienzos de 1966 sufrió la pérdida de su vocalista Mike Millward, fallecido de leucemia. Millward fue reemplazado por George Peckham. En agosto de 1966, the Fourmost publicaron una nueva versión de un tema de los Beatles, "Here, There and Everywhere", seguido de una versión de "Auntie Maggie's Remedy", de George Formby, esta última canción forma parte de una serie de grabaciones cómicas que realizó la banda. George Peckham escribió e interpretó el tema de influencia country, "Turn the Lights Down Low", publicado como cara B de "Auntie Maggie's Remedy".
En 1968, grabaron para CBS el tema "Apples, Peaches And Pumpkin Pie", un éxito R&B de Jay & the Techniques, seguido de "Rosetta", por sugerencia de Paul McCartney, quien tocó el piano en la sesión de grabación. La banda entonces dejó de grabar y se centró en sus actuaciones, llegando a ser muy populares en el circuito de cabarets. George Peckham dejó la formación en 1969 y Joey Bower, miembro original del grupo, regresó para sustituirle. The Fourmost grabaron un álbum homónimo que incluyó versiones de temas como "Without You", "I've Got You Under My Skin", "Rag Doll" y "Save The Last Dance For Me" que se puso a la venta durante sus actuaciones en 1975. Hatton, Lovelady y Bower dejaron el grupo en 1980 mientras que O'Hara continuó con la banda reclutando a una nueva formación. Durante las siguientes décadas, el grupo sufrió numerosas entradas y salidas de músicos, antiguos miembros en algunas ocasiones, realizando actuaciones y publicando álbumes recopilatorios de sus viejos éxitos.
Brian O'Hara falleció en 1999 y Billy Hatton en 2017.

## Discografía

### Singles
| Año  | Sencillo                       | Listas | Listas | Listas |
| Año  | Sencillo                       | UK     | AU     | US     |
| ---- | ------------------------------ | ------ | ------ | ------ |
| 1963 | "Hello Little Girl"            | 9      | -      | -      |
| 1963 | "I'm in Love"                  | 17     | -      | -      |
| 1964 | "A Little Loving"              | 6      | 98     | -      |
| 1964 | "If You Cry" (US Only)         | -      | -      | -      |
| 1964 | "How Can I Tell Her"           | 33     | -      | -      |
| 1964 | "Baby I Need Your Loving"      | 24     | 63     | -      |
| 1965 | "Everything in the Garden"     | -      | -      | -      |
| 1965 | "Girls Girls Girls"            | 33     | 21     | -      |
| 1966 | "Here, There and Everywhere"   | -      | -      | -      |
| 1966 | "Auntie Maggie's Remedy"       | -      | 43     | -      |
| 1968 | "Apples, Peaches, Pumpkin Pie" | -      | -      | -      |
| 1968 | "Rosetta"                      | -      | -      | -      |
| 1969 | "Easy Squeezy"                 | -      | -      | -      |